# Sainte Éponge

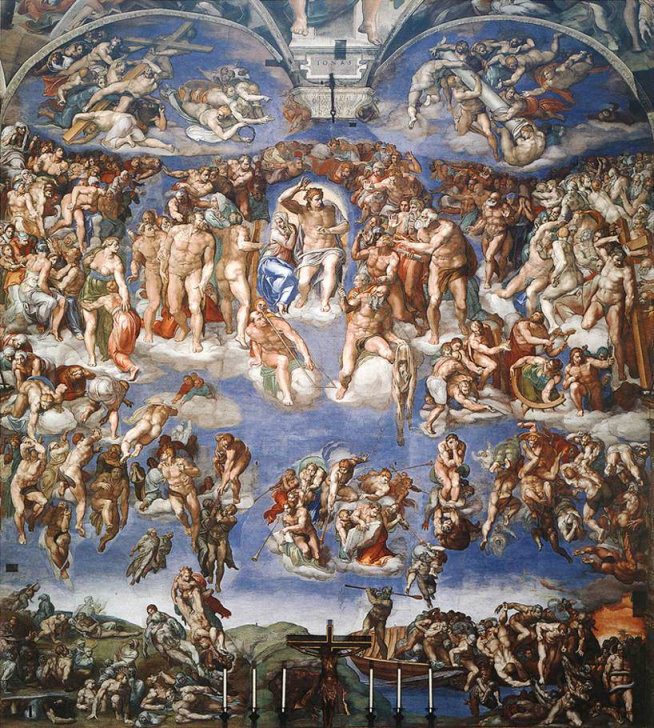
Le Jugement dernier par Michel-Ange. Dans la partie supérieure de la fresque, on remarquera les symboles de la passion du Christ : la croix, la couronne d’épines, les dés avec lesquels jouèrent ses gardes, la colonne de la flagellation et l’éponge qui servit à le désaltérer.

La Sainte Éponge est l'un des instruments de la Passion du Christ. Dans le Nouveau Testament, il s'agit de l’éponge imbibée de posca tendue à Jésus pour le désaltérer lors de sa crucifixion.
L'éponge du récit évangélique figure dans plusieurs œuvres d'art.

## Les Évangiles
Selon le Nouveau Testament, alors que Jésus-Christ agonisait sur la croix, il prononça sept paroles. La cinquième est la suivante :

« Quelqu'un courut tremper une éponge dans du vinaigre et, l'ayant mise au bout d'un roseau, il lui donnait à boire en disant :  Laissez ! que nous voyions si Élie va venir le descendre ! »

— Évangile selon Marc, 15: 36

« Et aussitôt l’un d’entre eux courut et prit une éponge, et l’ayant remplie de vinaigre, la mit au bout d’un roseau, et lui donna à boire. »

— Évangile selon Matthieu, 27:48

« Un vase était là, rempli d'une boisson vinaigrée. On mit autour d'une branche d'hysope une éponge imbibée de ce vinaigre et on l'approcha de sa bouche. »

— Évangile selon Jean, 19:29

« Ils lui donnèrent à boire du vinaigre mêlé avec du fiel; mais quand il en eut goûté, il n'en voulut point boire. »

— Évangile selon Matthieu, 27:34
Ainsi, pour répondre et atténuer l'agonie du Christ sur la croix, on porta aux lèvres de Jésus une éponge fixée au bout d'un bâton et plongée au préalable dans de la posca, ou vinaigre. Celui, après avoir en avoir goûté, se refusa de le boire, préférant alors l'agonie lente sans atténuation.

## Représentations dans l'art

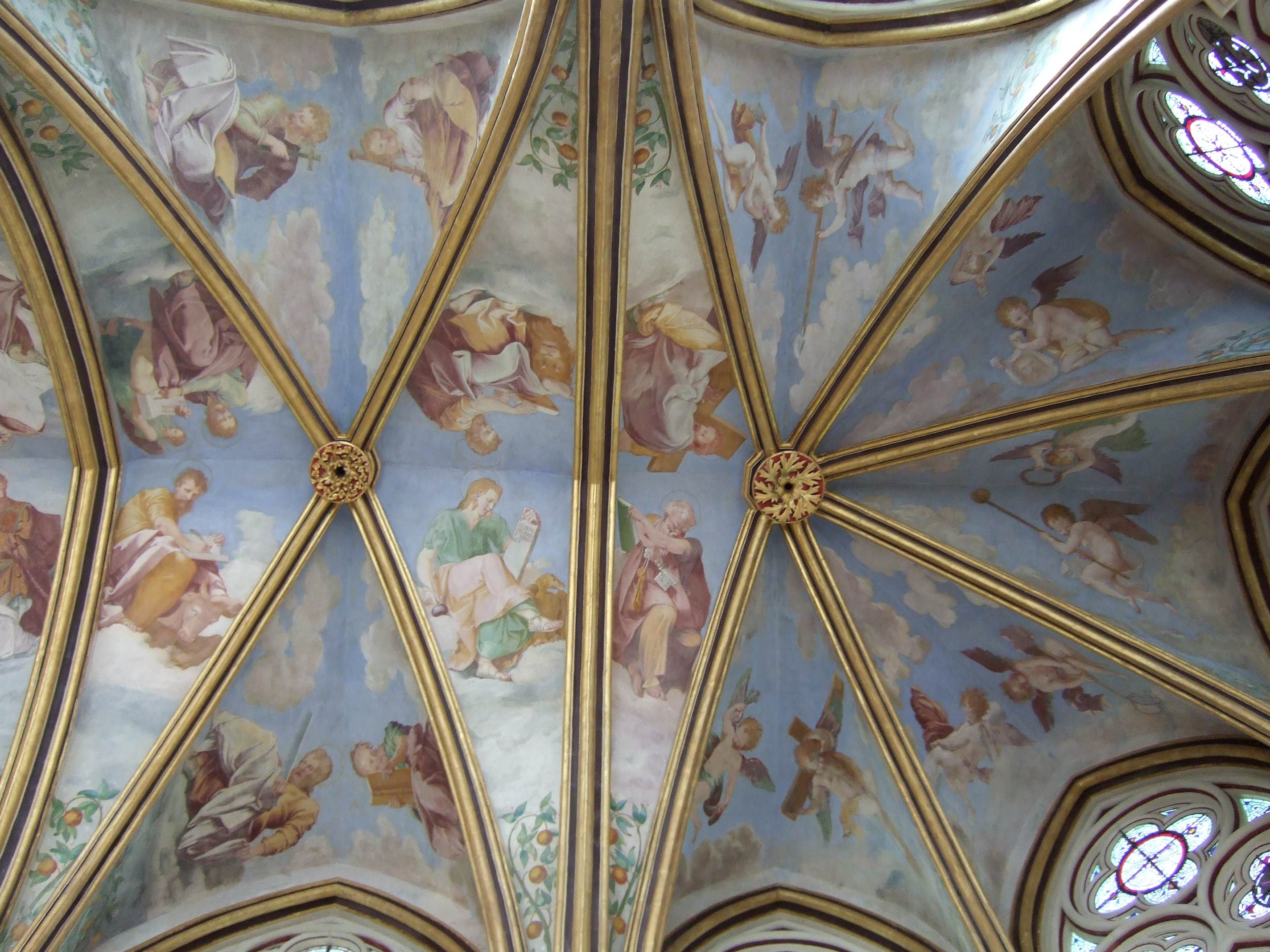
Fresques des voûtains du chœur de la chapelle abbatiale de l'abbaye de Chaalis.
Un ange à droite porte l'éponge au bout d'un roseau.

L'une des représentations les plus célèbres de cette éponge apparaît dans le Jugement dernier de Michel Ange, réalisé dans la chapelle Sixtine  entre 1536 et 1541. Elle se situe dans la lunette en haut à droite avec la colonne de la Flagellation et l'échelle, alors que dans la lunette gauche on voit la croix, les clous et la couronne d'épines.
En France, on retrouve, par exemple, l'image de l'éponge sur les fresques des voûtains du chœur de la chapelle abbatiale Sainte-Marie de l'abbaye de Chaalis, œuvre du Primatice entre 1541 et 1544.

## Les prétendues reliques
Aucune relique de la « Sainte Éponge » n'a été reconnue par l'Église catholique. L'expression même de « Sainte Éponge » n'existe pas dans la tradition catholique, qui se réfère seulement à l'éponge contenant du vinaigre et qui est l'un des instruments de la Passion.[réf. nécessaire]
Les premières prétendues reliques de cette éponge n'apparaissent pas avant le VIe siècle (mentionnée par Grégoire de Tours et l’anonyme de Plaisance), soit 500 ans après la crucifixion. Le roseau a été divisé en quatre parties qui sont envoyées, selon différentes traditions, à Florence, Lunegarde, en Bavière et en Grèce.

### De Jérusalem à Constantinople
Un poème de Sophrone de Jérusalem indique qu'à son époque (560-638) un objet nommé « Sainte Éponge » et considéré par la population comme étant une relique de l'éponge citée dans l'Évangile était vénéré dans le Martyrium ou basilique de Constantin, à Jérusalem.
Jérusalem est prise par le général perse Schahr-Barâz en 614. En 629, lorsque Schahr-Barâz fait la paix avec les Byzantins pour s'allier avec eux contre ses rivaux Perses, Nikétas, fils de Schahr-Barâz, apporte aux Byzantins deux prétendues reliques : la Sainte Éponge puis la Sainte Lance. L'arrivée de la « Sainte Éponge » à Constantinople fut célébrée le 14 septembre 629.

### De Constantinople à Paris
Selon une légende non vérifiée, cette « Sainte Éponge » serait restée à Constantinople jusqu'à sa vente par le dernier empereur latin de Constantinople, Baudouin II, pour une somme exorbitante, à Louis IX de France. Elle aurait rejoint les reliques de la Sainte-Chapelle à Paris. Elle y serait conservée aux côtés notamment de la couronne d'épines et une partie de la vraie Croix. Une autre source, une lettre écrite au Pape Nicolas V après la chute de Constantinople, fait état de la perte de trois reliques de la Passion, le manteau, la Sainte Lance et l'éponge à la suite de la victoire des Turcs.
Durant la Révolution française, la Sainte-Chapelle fut ravagée et les reliques furent détruites ou dispersées. Certaines ont été conservées brièvement à la Bibliothèque nationale, pour rapidement disparaître. Néanmoins, plus tard, elles auraient été restituées, on ne sait d'ailleurs comment puisqu'elles sont censées avoir été détruites, à Notre-Dame de Paris.

### Rome
Un auteur anticlérical du XIXe siècle, Collin de Plancy, affirme en 1821 qu'un morceau de la prétendue « Sainte Éponge », marron avec du sang, était conservé à Rome dans l'archibasilique Saint-Jean de Latran. Cinquante ans plus tard, un autre écrivain reprend cette affirmation. Il ne semble pas que d'autres témoins aient confirmé cette assertion. 
Ce qui est certain, c'est qu'il existait et qu'il existe toujours une prétendue « Sainte Éponge » dans la chapelle des reliques de la Basilique Sainte-Croix-de-Jérusalem.

### Autres lieux
- Un chanoine a écrit en 1942 qu'une partie de la relique de la « Sainte Éponge » était préservée dans l'église Saint-Jacques de Compiègne en France[13].
- Un ouvrage du XIXe siècle indique que Charlemagne aurait acquis un morceau de l'éponge, qui serait vénérée dans la cathédrale de sa capitale, Aix-la-Chapelle[14].
- Toujours au XIXe siècle, un ouvrage mentionne une « Sainte Éponge » dans l'église de Chirac (ancien prieuré, embelli par le pape Urbain V), dans un reliquaire en argent[15].
- Un autre ouvrage du XIXe siècle fait état d'une « Sainte Éponge » à l'abbaye de Fleury[16].
- Enfin, différentes traditions mentionnent que des fragments supposés de l'éponge se trouvent dans différentes églises d'Italie : Sainte-Marie Majeure, Sainte-Marie in Campitelli et Sainte-Marie-du-Trastevere à Rome, Dôme de Florence, San Silvestro in Capite. De petits fragments sont également revendiqués par l'abbaye d'Andechs en Bavière et le monastère de Vatopedi de la République monastique du Mont Athos[17].